# Messejana
 Messejana  ist eine Gemeinde (freguesia) in Portugal und gehört zum Landkreis von Aljustrel, mit einer Fläche von 113,8 km² und 811 Einwohnern (Stand 19. April 2021). Dies ergibt eine Bevölkerungsdichte von 7,1 Einw./km².

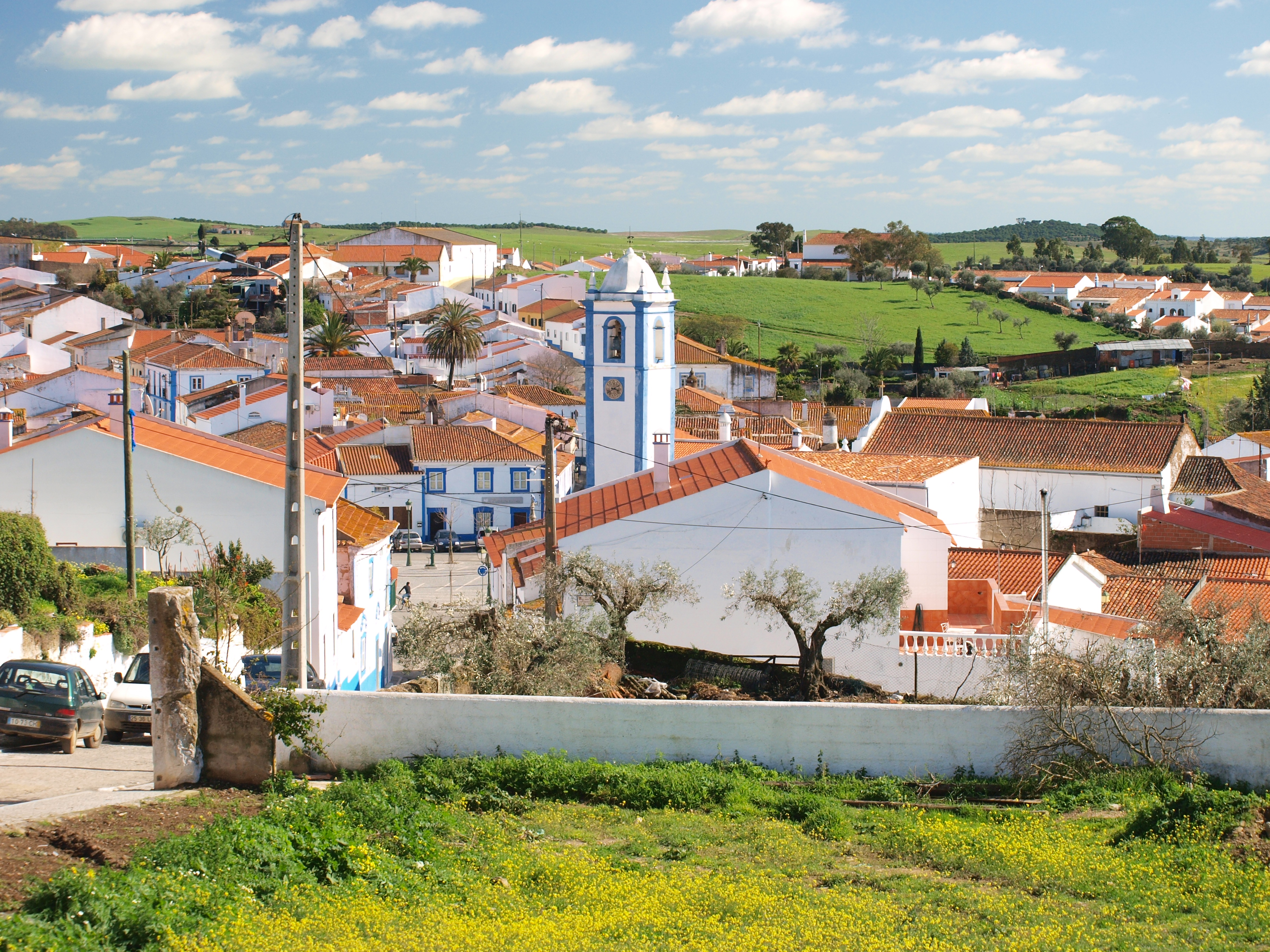
Überblick über den Ort Messejana

## Geschichte
Der Name des Ortes kommt aus dem Arabischen masjana und bedeutet Gefängnis oder Kerker. Verbunden mit dem Verb sajana (für einsperren).
Die arabische Herrschaft wurde hier im Jahre 1235 durch die Truppen von Dom Sancho II beendet.
Messejana war im Mittelalter ein wichtiger Ort und verfügte über 11 Kirchen sowie über 3 weitere Kapellen. Heute sind hiervon nur noch 4 Kirchen übriggeblieben:
- Die Hauptkirche des Ortes,
- die Kirche von der Misericórdia,
- die Kirche von der N. Senhora d‘Assunção und
- die Kirche von Santos Reis.

Sowie die Kapelle von Aldeia dos Elvas.
Auch gibt es Überreste einer mittelalterlichen Burg zu sehen sowie eines Uhrentumes. Ebenfalls in Ruinen liegt das Kloster von Fontanário de Alonso Gomes. Es gibt ferner ein etno-graphisches Museum mit angeschlossener öffentlicher Bibliothek.
Der Graf von Terceira war in Messejana mit seiner Kriegsmacht und vereinigte seine Berater am 17. Juli 1833 um die Eroberung von Lissabon zu besprechen, die dann am 24. Juli 1833 erfolgreich stattfand und mit einem Sieg der liberalen Kräfte endete.

## Galerie

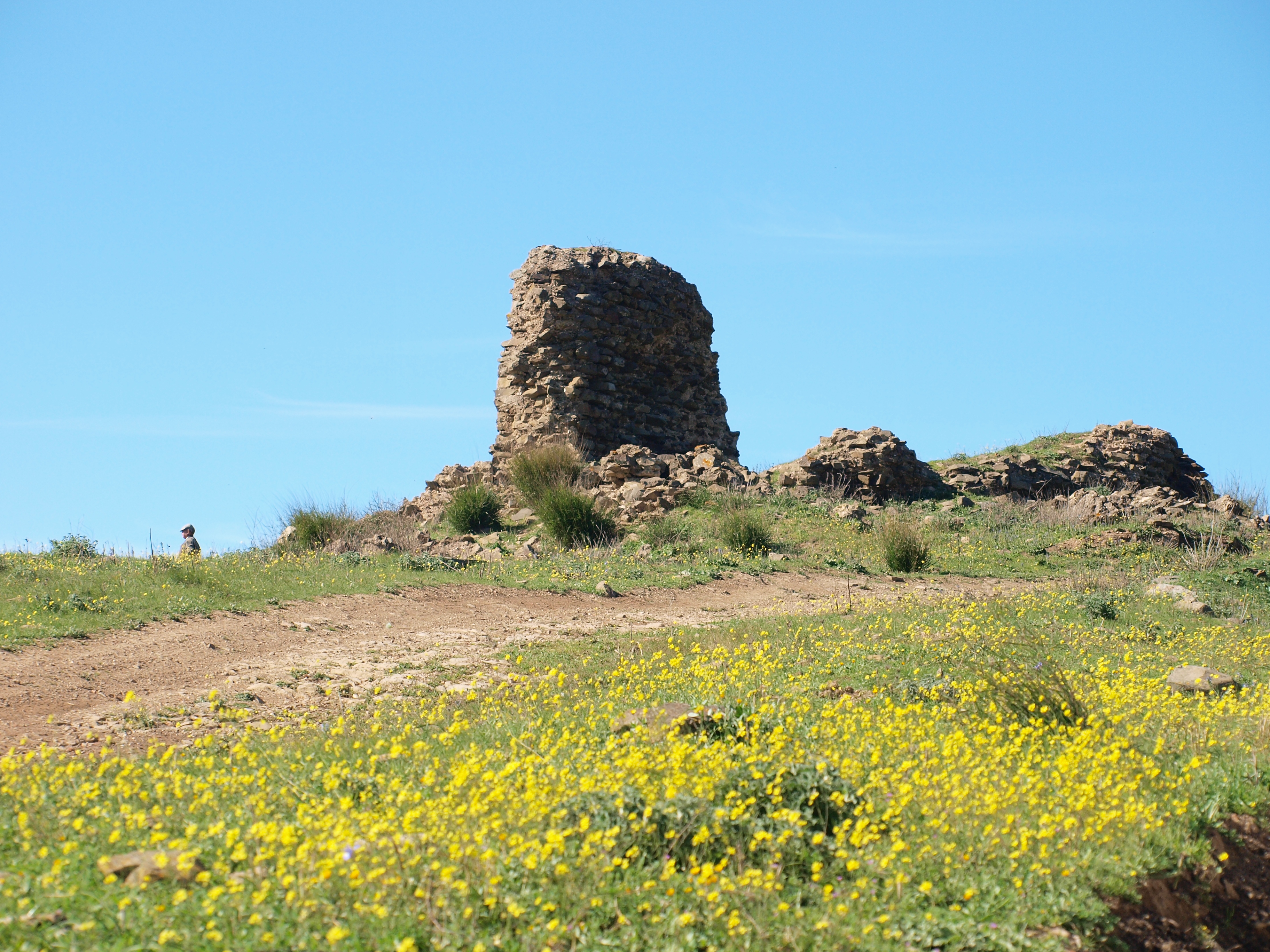
Burgruinen von Messejana
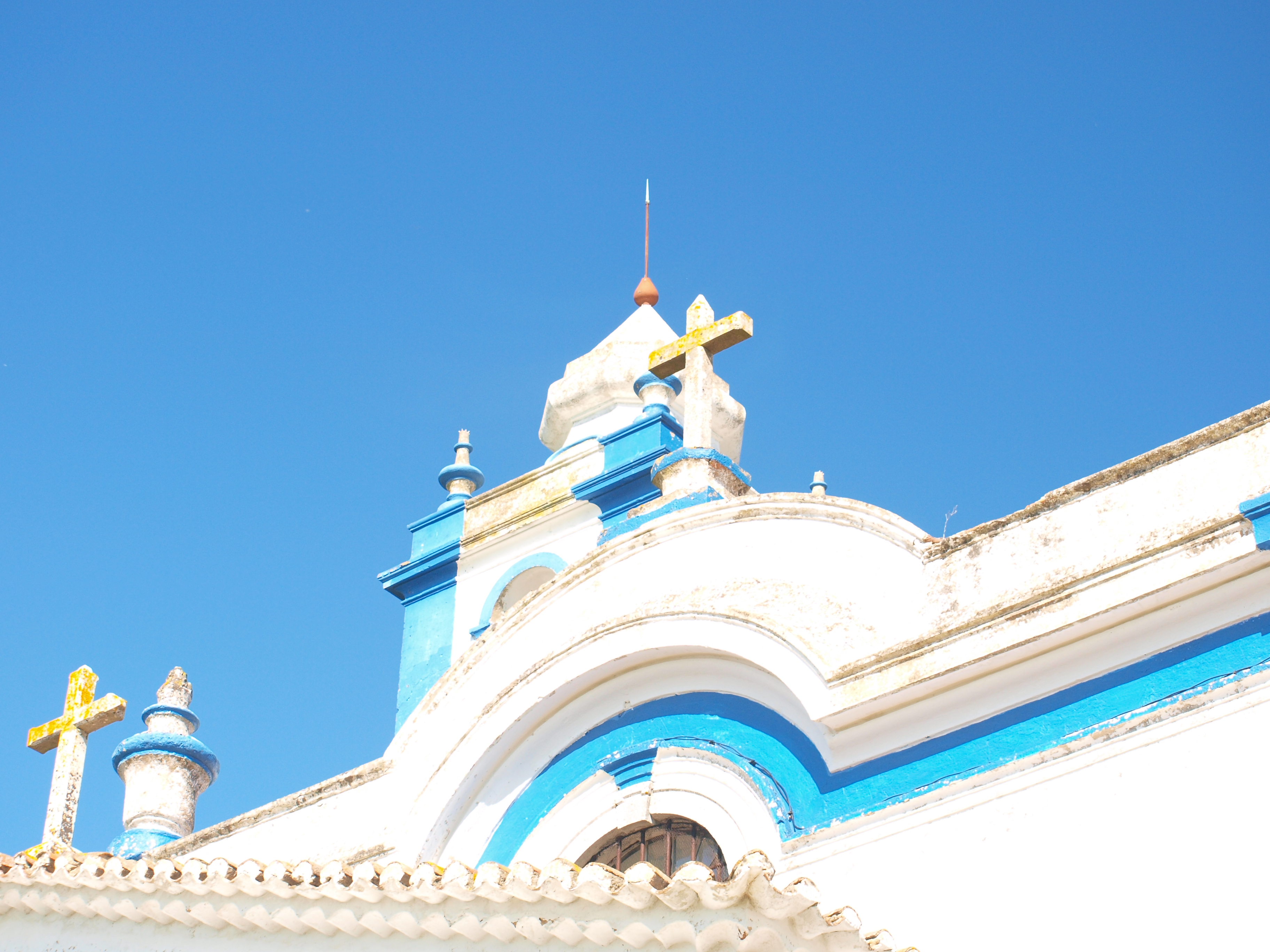
Kirche neben der Burg
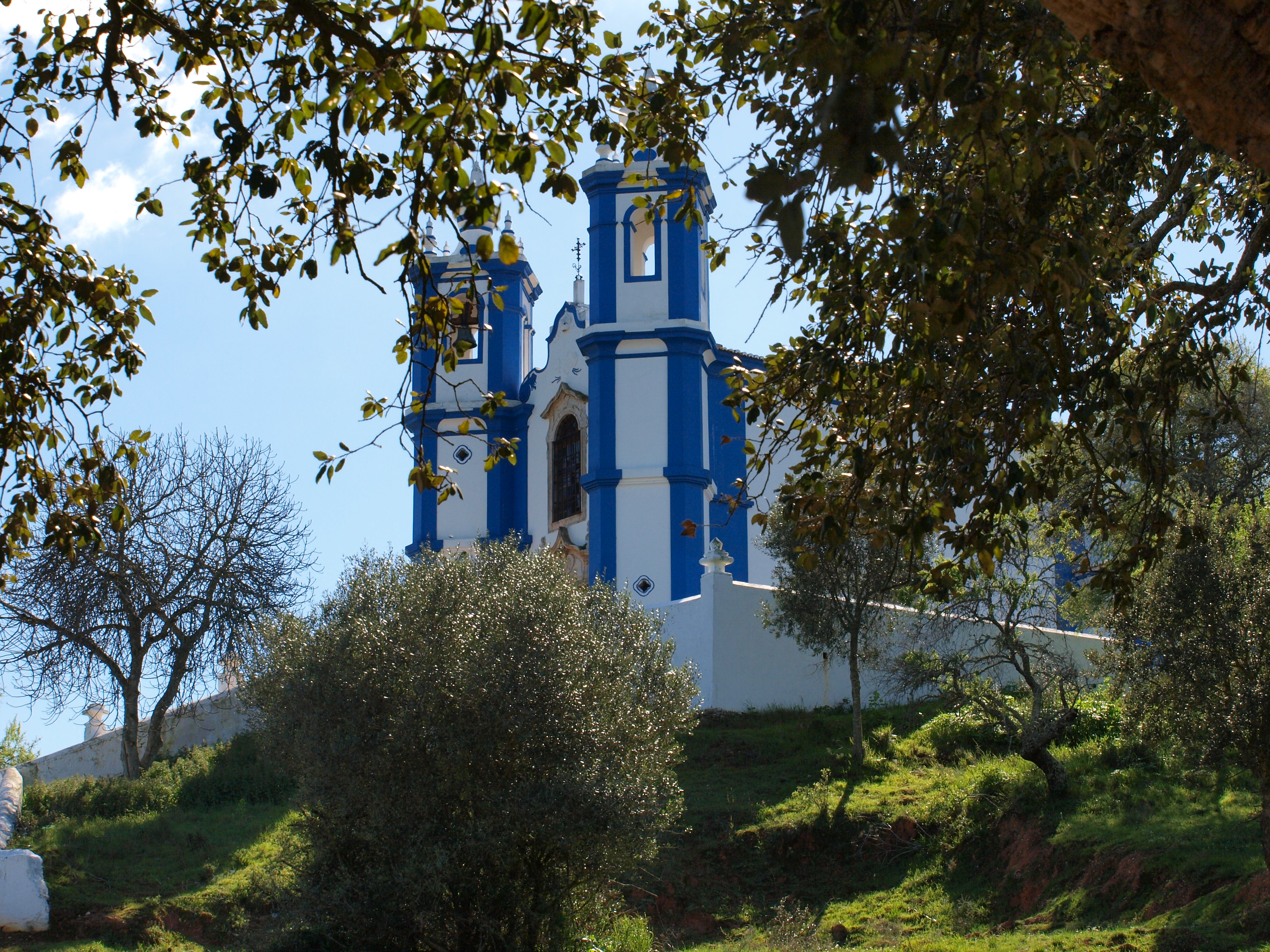
Kirche im Bereich von Messejana
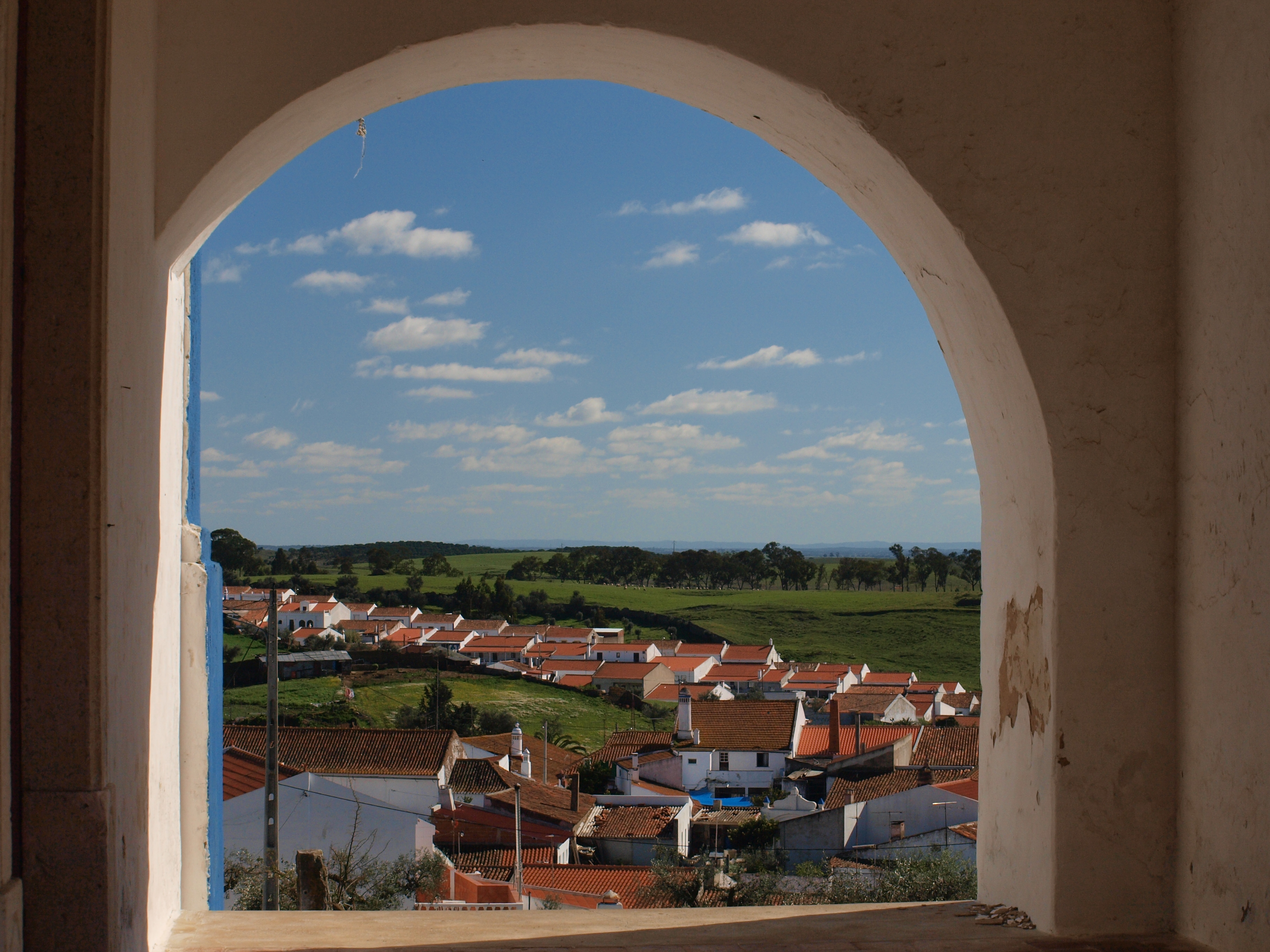
Blick von der Kirche auf den Ort